# 新北青站
新北青站（韓語：신북청역）是位于朝鮮民主主義人民共和國咸鏡南道北青郡新北青勞動者區的一個鐵路車站，屬於平羅線與德城线。

## 邻近车站
平羅線
陽地站 - 新北青站 - 景安站
德城线
新北青站 - 良家站